# Élise Tielrooy
Élise Tielrooy (geboren als Anne-Élise Tielrooy) is een Franse actrice.
Haar vroegste acteerwerk deed ze in 1992, waar ze speelde in het theaterstuk Suite royale van Francis Huster. Ze speelde tevens in verschillende Franse (kort)films.

## Filmografie

### Film
- 1997 - Paparazzi
- 1998 - Serial Lover
- 2001 - La chambre des officiers
- 2003 - Quelqu'un de bien
- 2016 - Paris Can Wait: Martine

### Kortfilm
- 1993 - Illusions Fatales
- 1999 - Réveil difficile

### Televisie
- 1999 - À bicyclette
- 2007 - La Prophétie d'Avignon

## Theater
- 1992 - Suite royale